# 沢峰次
沢 峰次（さわ みねつぐ、1945年4月12日 - ）は、日本中央競馬会 (JRA) ・美浦トレーニングセンター南に所属していた元調教師。元騎手でもある。出生地と出身地はともに青森県。息子は調教助手の沢昭典。戸籍上での表記は澤である。

## 来歴
1963年、東京競馬場・松山吉三郎厩舎所属の騎手候補生となる。
1964年、騎手免許を取得し、同厩舎より騎手デビューする。
1977年、騎手を引退する。騎手成績は中央競馬通算1020戦127勝。騎手引退後も引き続き松山吉三郎厩舎に所属し、調教助手に転身した。
1978年、美浦トレーニングセンター開設にともない美浦所属となる。
1984年、調教師免許を取得する。
1985年、厩舎を開業。3月に管理馬を初出走させ、その20日後にのべ3頭目で管理馬が初勝利を挙げた。
2008年、1月13日に中央競馬通算200勝を達成。
2009年、2月12日に定年まで7年を残し2月28日付で調教師を63歳で勇退することが発表された。

## 調教師としての記録

### 中央競馬
|            | 日付          | 競馬場・開催・レース | 競走名         | 格 | 馬名           | 頭数 | 人気 | 着順 |
| ---------- | ------------- | -------------------- | -------------- | -- | -------------- | ---- | ---- | ---- |
| 初出走     | 1985年3月10日 | 2回中山6日8R         | 5歳以上400万下 |    | ダイナガーデン | 16   | 4    | 3着  |
| 初勝利     | 1985年3月30日 | 3回中山3日12R        | 5歳以上400万下 |    | ダイナガーデン | 13   | 1    | 1着  |
| 重賞初勝利 | 1986年4月13日 | 3回中山8日10R        | 皐月賞         | GI | ダイナコスモス | 21頭 | 5    | 1着  |
| GI初勝利   | 1986年4月13日 | 3回中山8日10R        | 皐月賞         | GI | ダイナコスモス | 21頭 | 5    | 1着  |

### 地方競馬
|        | 日付           | 競馬場・レース | 競走名           | 格 | 馬名           | 頭数 | 人気 | 着順 |
| ------ | -------------- | -------------- | ---------------- | -- | -------------- | ---- | ---- | ---- |
| 初出走 | 1999年12月14日 | 浦和10レース   | マルチホース特別 | -  | ネイタルスター | 12頭 | 2    | 2着  |

## おもな騎乗馬
重賞競走優勝馬（騎乗時）
- アオバ（1965年金鯱賞、愛知杯）
- オノデンオー（1968年ダイヤモンドステークス）
- シャダイセンター（1971年中日新聞杯）
- ヒダコガネ（1973年クイーンステークス）

## 主な管理馬
- 重賞競走優勝馬（管理時）
  - ダイナコスモス（1986年皐月賞, ラジオたんぱ賞）

## 厩舎スタッフ
- 横山富雄（1985年 - ? 調教助手）
- 竹原啓二（1996年 - ? 調教助手）
- 鈴木伸尋（1988年 - 1997年 調教助手）
- 沢昭典（調教助手、騎手時代より所属）

## 人物・エピソード
- 騎手時代の同期には笹倉武久、清水美波、嶋田功らがいる。
- 2004年度より導入されたメリットシステムの導入初年度から2馬房減となり、勇退直時には馬房削減の影響もあり管理数は8頭だった。
- 管理馬には小野次郎や小林淳一などを起用することが多かった。